# Qualificazioni al campionato mondiale femminile di pallavolo 2014 (CSV)
Le qualificazioni per il campionato mondiale femminile di pallavolo 2014 dell'America del Sud hanno messo in palio 2 posti per il campionato mondiale femminile di pallavolo 2014. Delle 12 squadre sudamericane appartenenti alla CSV e aventi diritto di partecipare alle qualificazioni, ne parteciparono 6. Non partecipò l'Uruguay, ritirato dopo essersi iscritto.

Si sono qualificate per il campionato mondiale la vincitrice del Campionato sudamericano femminile di pallavolo 2013 e la prima classificata del girone di qualificazione.

## Squadre partecipanti
- Argentina
- Brasile
- Cile
- Colombia
- Perù
- Uruguay (ritirato)
- Venezuela

## Campionato sudamericano
| Classifica | Squadre   |
| ---------- | --------- |
|            | Brasile   |
|            | Argentina |
|            | Perù      |
| 4          | Colombia  |
| 5          | Venezuela |
| 6          | Cile      |

- Il Venezuela si è ritirato dal torneo di qualificazione.

## Torneo di qualificazione
- Luogo:  San Juan
- Date: 18-20 ottobre 2013

## Qualificate ai mondiali
- Argentina
- Brasile